# ヴァイオリン協奏曲 (メンデルスゾーン)
ヴァイオリン協奏曲 ホ短調 作品64, MWV O 14 は、フェリックス・メンデルスゾーンが1844年に作曲したヴァイオリンと管弦楽のための協奏曲である。
明るい華やかさ、幸福感と憂愁の両面を併せもち、穏やかな情緒とバランスのとれた形式、そして何より美しい旋律でメンデルスゾーンのみならず、ドイツ・ロマン派音楽を代表する名作であり、本作品はベートーヴェンの作品61やブラームスの作品77と並んで「3大ヴァイオリン協奏曲」と称される。また、単に「メンデルスゾーンのコンチェルト（協奏曲）」と言う場合、本作品以外の協奏曲を指すことがほとんどないため、日本の音楽愛好家はこれを短縮した『メンコン』の愛称で本作品を呼び習わしている。
初演からわずか2年後の1847年11月にメンデルスゾーンが急逝したため、結果的にこの曲は彼の最後の管弦楽曲になった。

## 作曲の経緯
本作について最初に言及されているのは、1838年、メンデルスゾーンがライプツィヒ・ゲヴァントハウス管弦楽団の常任指揮者の地位にあった時、そのコンサート・マスターであったフェルディナント・ダヴィッドに送った手紙で、「翌年の冬までにはホ短調の協奏曲を贈る」との内容が書かれている。しかし、実際に翌年には完成せず、演奏上の技術的な助言をダヴィッドから得ながら作曲は進められ、結局この作品が完成したのは、最初の手紙から6年後の1844年9月16日のことであった。
メンデルスゾーンは本作品以前にもう1曲、『ヴァイオリン協奏曲 ニ短調』（MWV O 3）を作曲しているが、こちらは1951年にヴァイオリニストのユーディ・メニューインが再発見するまで永い間忘れられており、本作品とは知名度に大きな差がある。また、それぞれ2曲ずつあるピアノ協奏曲（第1番と第2番）や2台のピアノのための協奏曲（ホ長調と変イ長調）、『ヴァイオリンとピアノのための協奏曲 ニ短調』（MWV O 4）など、メンデルスゾーンのその他の協奏曲は、いずれも本作品のような知名度はない。
初演は1845年3月13日にライプツィヒ・ゲヴァントハウス管弦楽団の演奏会にて行われ、フェルディナント・ダヴィッドのソロヴァイオリン、指揮は副指揮者のニルス・ゲーゼ（当初はメンデルスゾーン自身が指揮を執る予定であったが、体調を崩していたため初演の際にはフランクフルトに滞在していた）が行った。現在出版されている楽譜はその後メンデルスゾーンが改訂を行ったもので、初演自筆譜とには一部相違がある。

### ピアノ協奏曲 ホ短調 MWV O 13
メンデルスゾーンは1842年から44年ごろにかけて、ホ短調のピアノ協奏曲の作曲を試みたが、2楽章までのピアノスコアと、第1楽章冒頭のオーケストレーションに手を染めたところで中断してしまう。この曲は本作と調性が同じであり、類似点が多く指摘されていることから、メンデルスゾーンは同曲作曲の途中でヴァイオリン協奏曲に移行したのではないかと考えられている。アメリカのメンデルスゾーン研究家であるR. ラリー・トッド（R. Larry Todd）はこの考えに基づき、第1・2楽章のオーケストレーションと共に本作の第3楽章を転用した補筆版を発表しており、こちらはCDもリリースされている。

## 楽器編成
独奏ヴァイオリン、フルート2、オーボエ2、クラリネット2、ファゴット2、ホルン2、トランペット2、ティンパニ、弦五部。

## 曲の構成
全3楽章、演奏時間は約30分。全ての楽章を中断なく続けて演奏するよう指示されているが、これは後年シベリウスの交響曲に見られるような有機的なつながりによるものではなく、各楽章の楽想はむしろ独立性が強い。したがって、連続して演奏するようにという指定は、作品の持つ流動感や漸進性を中断させないための配慮であると考えられている。なお、メンデルスゾーンはこの協奏曲の2年前に初演された『交響曲第3番《スコットランド》』や、それより10年前の『ピアノ協奏曲第1番』でも同様に楽章間を続けて演奏するよう指示している。
また、それまでは奏者の自由に任されることが多かったカデンツァ部分も全て作曲し、音を書き込んでいる。これはベートーヴェンの『ピアノ協奏曲第5番《皇帝》』と同様、曲の統一性のためである。
また、3大ヴァイオリン協奏曲の中では演奏時間が最も短く、オーケストラが活躍する場面が多くない一方で、独奏ヴァイオリンが休みなく弾きっぱなしになっている。
- 第1楽章 アレグロ・モルト・アパッショナート
ホ短調、2分の2拍子（アラ・ブレーヴェ）、ソナタ形式。
お使いのブラウザーでは、音声再生がサポートされていません。音声ファイルをダウンロードをお試しください。
オーケストラによる序奏が無く、上述の通りほぼ休むことなく独奏ヴァイオリンが主題を提示している。弦楽器の分散和音に載って独奏ヴァイオリンが奏でる流麗優美な第1主題は、大変有名な旋律で、商業放送などで親しまれている。旋律に続いて独奏ヴァイオリンが技巧的なパッセージを奏で、オーケストラが第1主題を確保する。続いて力強い経過主題が表れ、独奏ヴァイオリンが技巧を誇示する。第2主題は木管楽器群で穏やかに提示される。これを独奏ヴァイオリンが引き継ぎ、展開部となる。
展開部の終わりにカデンツァが置かれていることもこの作品の特徴であり、その音符が全て書き込まれているのも、この時代としては画期的なことであった。しかもアルペッジョが多用され、パガニーニの『24の奇想曲』の第1番に強く類似していて華々しい。
カデンツァの後で再現部となり、最後に長いコーダが置かれている。ここで独奏ヴァイオリンが華やかな技巧的な音楽を繰り広げ、最後は情熱的なフラジオレットで高潮して終わる。
演奏時間は約13～14分。

- 第2楽章 アンダンテ
ハ長調、8分の6拍子、三部形式。
お使いのブラウザーでは、音声再生がサポートされていません。音声ファイルをダウンロードをお試しください。
第1楽章からファゴットが持続音を吹いて第2楽章へと導く。主部主題は独奏ヴァイオリンが提示する優美な主題。中間部はやや重々しい主題をオーケストラが奏で、これを独奏ヴァイオリンが引き継ぐ。その後はしばらく重音が続き、第2楽章の主部に戻る。
演奏時間は約8～9分。

- 第3楽章 アレグレット・ノン・トロッポ - アレグロ・モルト・ヴィヴァーチェ
ホ短調 - ホ長調、4分の4拍子、ソナタ形式。
お使いのブラウザーでは、音声再生がサポートされていません。音声ファイルをダウンロードをお試しください。
楽章の始めに第2楽章の中間部の主題に基づく序奏が置かれている。主部に入るとホ長調に転じて管楽器とティンパニが静寂を破り独奏ヴァイオリンが第1主題の断片となる軽快な動機を繰り返すが、5度目に第1主題として演奏を始める。技巧的な経過句を軽やかに抜け力強い第2主題へ至る。初めオーケストラにより提示された第2主題はオーケストラがそれを変形する上で独奏ヴァイオリンによって確保される。
展開部では独奏ヴァイオリンによる第1主題の後、新たな荘重な主題が提示される。展開部はこの2つの主題を軸に音楽が進んでゆく。再現部はホ長調による型通りのもの。最後に華々しいコーダが置かれ全曲の幕を閉じる。
演奏時間は約6～7分。

## エピソード
作曲家の諸井誠は、本作を収録したLP「これがメンデルスゾーンだ！」（1974年、CBSソニー）の解説で、高名な海外ヴァイオリニスト（名は伏せてある）が来日して学生たちと「史上最高のヴァイオリン協奏曲は？」の話題になった際、ベートーヴェンを「最高の音楽だが最高の協奏曲ではない」、ブラームスを「ヴァイオリン独奏付の交響曲でしかない」、チャイコフスキーを「メンデルスゾーンに酷似しすぎている」と退けたあげくに同曲を押したエピソードを紹介、独奏パートがとりわけ奏者から愛されていることを示唆している。

## その他
- スズキ・メソードのヴァイオリン科において研究科Cの卒業曲であり、難関曲である。
- フルートのための編曲版がある。
- この曲の第1楽章は青木爽によって日本語詞が付けられて『春の朝』という曲にアレンジされている。
- 同じく第1楽章にサトウハチローの詩を付けた『少年の日の花』という曲が、太田裕美のアルバム「思い出を置く 君を置く」（CBS・ソニー、1980年）に収録されている。
- この曲の第3楽章の第一主題のソロ部分のリズムは、チャイコフスキーのヴァイオリン協奏曲第3楽章の第一主題のリズムとそっくりである。これに倣って、山本直純がその2つの曲を交互に繋げた「ヴァイオリン狂騒曲『迷混』」というパロディ音楽を作曲した。そのこともあり、CDにカップリングされている。
- フィギュアスケーター安藤美姫の2006-2007シーズンFS使用曲であり、この曲で2007年世界選手権女王になった。
- コナミ（現・コナミアミューズメント）から1990年に発売されたシューティングゲーム「パロディウスだ! 〜神話からお笑いへ〜」のステージ8で、ヨーゼフ・フランツ・ワーグナーの行進曲「双頭の鷲の旗の下に」のトリオ部分と合わさる形で、第3楽章がBGMとして使われている。
- 東京電気化学工業（現・TDK）が世界で初めて音楽用コンパクトカセットの開発を手がけた際、その録音性能の目標として当楽曲を設定。ヴァイオリン・ソロが奏でる高音を如何にして磁気テープに記録させるかが大きな課題となり、結果、新たな磁性体が生み出され、音楽用カセットテープの開発は成功。その後、先行発表したアメリカで大ヒットとなった[3]。